# Dickinson College

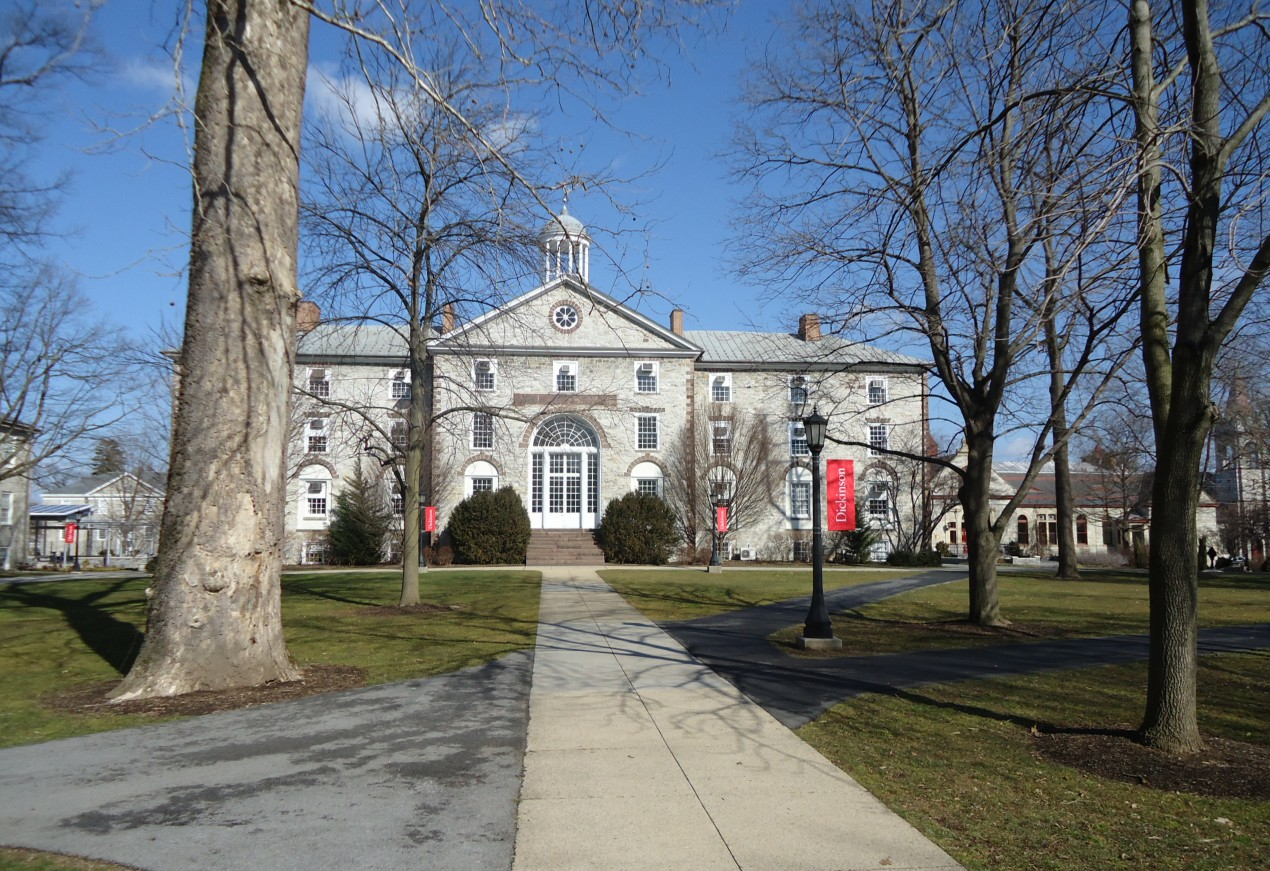
Das Hauptgebäude des Dickinson College

Das Dickinson College ist ein privates College in Carlisle im US-Bundesstaat Pennsylvania. Gegründet am 9. September 1783, gehört es zu Amerikas 16 ältesten Colleges. Es wurde von Benjamin Rush gegründet und nach John Dickinson, dem damaligen Präsidenten von Pennsylvania, benannt. Im Schnitt studieren rund 2.300 Studierende aus ganz Amerika am College.
Das College betreibt eine langjährige Partnerschaft mit der Universität Bremen, welcher für Studenten aller Fachbereiche offen steht. Es besteht ein Anspruch auf ein Stipendium für ein akademisches Jahr bzw. für ein Semester am College.

## Alumni (Auswahl)
- James Buchanan  (1791–1868), Politiker, 15. Präsident der Vereinigten Staaten
- Spencer Fullerton Baird (1823–1887), Ornithologe und Ichthyologe
- Alfred V. du Pont (1798–1856), Chemiker und Unternehmer
- Adam Granduciel (* 1979), Musiker, Musikproduzent, Songschreiber, Bandleader von The War on Drugs
- Robert Cooper Grier (1794–1870), Jurist, Richter am Obersten Gerichtshof der Vereinigten Staaten
- Robert McClelland (1807–1880), Politiker, Gouverneur von Michigan und später Innenminister der Vereinigten Staaten
- Roger B. Taney (1777–1864), Jurist und Politiker, Justizminister, Finanzminister und Vorsitzender des Obersten Gerichtshofs der Vereinigten Staaten
- William Wilkins (1779–1865), Jurist und Politiker
- Marie-Louise Finck (* 1989), Juristin und Quizspielerin, bekannt aus der Quizsendung Quizduell